# Милован Обрадовић
Милован Обрадовић (Сибница код Блаца, 4. мај 1956) бивши је југословенски и српски фудбалер. 

## Каријера
Играо је на позицији левог бека, био је перјаница Радничког из Ниша у годинама када је овај клуб правио добре резултате. Каријеру је започео у Топличанину из Прокупља, најбоље тренутке у каријери је доживео у нишком Радничком за који је наступао у периоду од 1975. до 1986. Играчку каријеру је завршио у новосадској Војводини (сезона 1985/86).
За „Реал са Нишаве“ одиграо је 533 утакмице (клупски рекорд) у генерацији која је три пута учествовала у Купу УЕФА. У сезони 1981/82. стигли су до полуфинала и редом победили Наполи (2:2, 0:0), Грасхоперс из Цириха (0:2, 2:0, пенали 3:0), Фајенорд (2:0, 0:1), Данди јунајтед (0:2, 3:0) и у полуфиналу изгубили од Хамбурга (2:1, 1:5).
У дресу репрезентације Југославије наступио је само једном и то 1977. године у пријатељској утакмици против СР Немачке (1:2).
Живи и ради у Нишу, као признати адвокат. Написао је и књигу „Кад је Европа стрепела“, која говори о учешћу Радничког у Купу УЕФА.

## Успеси
Раднички Ниш
- Балкански куп: 1975.